# 필재우
필재우(중국어 간체자: 毕再遇, 정체자: 畢再遇, 병음: bì zài yù, 1148년 ~ 1217년)는 송나라의 군인이다. 자 덕경(德卿). 산동성 연주 출신.